# Hor (gora)
Gora Hor (hebrejsko: הֹר הָהָר, Hor Ha-Har) je ime, ki so ga v Stari zavezi dali dvema različnima gorama. Ena meji na deželo Edom na območju južno od Mrtvega morja, druga pa ob Sredozemskem morju na severni meji dežele Izrael. Prva gora Hor je za Izraelce še posebej pomembna, saj je tam umrl visoki duhovnik Aron, Mojzesov brat.

## Gora Hor v Edomu (gora Harun)
Ta gora Hor leži »na robu dežele Edom« ({{Bibl|Num 20,23 in 33,37) in je bila prizorišče Aronove odtujitve, smrti in pokopa.(Num 20,22-28) Točna lokacija gore Hor je bila predmet razprave, toda na podlagi Jožefovega pisanja  so jo običajno identificirali z Jebel Nebi Harun ('Gora preroka Arona' v arabščini), goro z dvojnim vrhom 1457 m nad morsko gladino (1850 m nad Mrtvim morjem) v gorah Edomite na vzhodni strani doline Arabah. Na vrhu je svetišče, Aronova grobnica, za katero pravijo, da pokriva Aronov grob.
Nekateri preiskovalci na prehodu v 20. stoletje se niso strinjali s to identifikacijo: Henry Clay Trumbull je na primer raje omenjal Jebel Madaro, vrh približno 15 milj severozahodno od 'Ain Kadisa (Kadeš Barnea), blizu sodobne meje med Izraelom in Egiptom.

## Severna gora Hor
V 4. Mojzesovi knjigi je omenjena še ena gora Hor (Num 34,7-8), ki določa severno mejo dežele Izrael. Tradicionalno se imenuje gorovje Nur ali gorovje Amanus . V obdobju drugega templja so judovski avtorji, ki želijo z natančnejšo  določiti geografsko opredelitev Obljubljene dežele, začeli graditi goro Hor kot referenco na območje Amanusa v gorovju Taurus, ki je označevalo severno mejo sirske nižine . Rabinski spisi  razglašajo tudi Amanah kot mejo dežele Izrael, rekoč: »z gorovja Amanah do reke Egipt; kar je znotraj te črte, pripada deželi Izrael; toda vse, kar je brez te črte, je brez zemlje.«
Gora Hor se imenuje tudi Amanah in je znana kot gora Manus v Jeruzalemskem Targumu, Umanis pa v Targum Jonathan. Ne gre mešati z goro Amana v antilibanonskih gorah.